# Mouvement pour le changement démocratique – Tsvangirai
Pour les articles homonymes, voir Mouvement pour le changement démocratique et Changement démocratique.
Ne doit pas être confondu avec Mouvement pour le changement démocratique – Ncube.
Le Mouvement pour le changement démocratique – Tsvangirai (en anglais : Movement for Democratic Change – Tsvangirai ; abrégé MDC–T) est un parti politique zimbabwéen, fondé en 2005 à la suite d'une scission du Mouvement pour le changement démocratique. Le MDC–T  est, jusqu'en 2018, le parti majoritaire d'opposition, la seconde faction est alors le Mouvement pour le changement démocratique – Ncube dirigé par Welshman Ncube (en).

## Historique
Le 26 novembre 2005, pour les élections au Sénat, le MDC-T recueille 123 628 voix (20,26 %) et sept sièges sur les cinquante soumis à élection au suffrage universel, la ZANU-PF remportant les quarante-trois autres sièges. Le MDC-T connait à cette occasion une scission entre le courant majoritaire et une faction menée par Arthur Mutambara (en) (devenu vice-premier ministre du Zimbabwe en février 2009), qui est cependant reconnue comme la continuité légale du MDC.
En mars 2007, le MDC-T participe à un grand rassemblement à Harare avec  d'autres mouvements politiques regroupés dans une coalition intitulée « Save Zimbabwe Campaign » (« Campagne pour sauver le Zimbabwe »). Ils entendent manifester contre l'interdiction des manifestations et rassemblements politiques, contre l'intention du président Robert Mugabe de se présenter à un nouveau mandat en 2008 et pour dénoncer la crise sociale, économique et politique que connaissait le Zimbabwe depuis l'an 2000 (inflation de 1 700 % en février 2007. La manifestation étant interdite par le gouvernement, la police anti-émeutes intervient pour disperser la foule réunie dans un stade. Une militante du MDC est tuée par balles alors que plusieurs cadres du parti, dont son président Morgan Tsvangirai, sont passés à tabac. Quatre parlementaires du MDC, ainsi que Lovemore Madhuku (en), le président de l'Assemblée nationale constituante, sont aussi  incarcérés avec Tsvangirai.
L'action de la police est condamné par le secrétaire général des Nations unies Ban Ki-moon qui demande au gouvernement d'Harare de « relâcher les détenus et garantir leur sécurité » ainsi que d'autoriser « le rassemblement pacifique » et « l'exercice de droits politiques légitimes », tandis que Louise Arbour, Haut Commissaire de l'ONU pour les droits de l'homme, déclare que l'intervention policière est « inacceptable » et réclame une enquête impartiale et rapide. Les photos de Morgan Tsvangirai, présenté devant la justice blessé à la tête et le visage tuméfié, sont publiées dans la presse mondiale et provoquent une grande émotion. Le leader du MDC ne lâche pas pour autant son combat politique.
Aux élections du 29 mars 2008, le parti, malgré ses divisions, finit par l'emporter en obtenant la majorité absolue des sièges à pourvoir,  infligeant du même coup un sérieux revers au parti de Mugabe, l'Union nationale africaine du Zimbabwe – Front patriotique (ZANU-PF), même si le pouvoir tarde à annoncer les résultats. L'opposition est majoritaire parmi les élus, mais le pouvoir peut espérer conserver la maîtrise de la chambre des députés grâce aux députés nommés, soit directement par l'exécutif, soit par les chefs traditionnels. Morgan Tsvangirai, arrivé en tête au premier tour de l'élection présidentielle organisée le même jour, doit se réfugier dans l'ambassade des Pays-Bas à Harare, la capitale zimbabwéenne. La pression internationale s'accentue sur Robert Mugabe. Les quinze membres du Conseil de sécurité de l'ONU estiment en juin 2008, de façon unanime, que la tenue « d'élections libres et juste s» au Zimbabwe n'est pas possible.
Le 25 août 2008, lors d'un vote à bulletins secrets, le MDC-T remporte la présidence de la chambre basse du Parlement, infligeant un nouveau revers au régime du président Robert Mugabe. Par 110 voix, le directeur national du MDC-T, Lovemore Moyo, est élu président de l'assemblée contre 98 voix au candidat d'une faction dissidente du même parti, Paul Themba Nyathi. Le décompte des voix démontre alors contre toute attente qu'une partie des députés du Zanu-PF, le parti de Robert Mugabe, et que des députés de la faction dissidente du MDC, ont voté en faveur de Lovemore Moyo, démontrant la division interne du parti présidentiel et la défiance envers le président Mugabe alors que le pays est en plein marasme économique.
Des négociations difficiles s'engagent entre Robert Mugabe, et Morgan Tsvangirai, menés sous l'égide de la Communauté de développement d'Afrique australe (CDAA), pour constituer un gouvernement d'union nationale. Les trois partis représentés au Parlement à l'issue du scrutin du 29 mars y participent : la ZANU-PF, et les deux composantes issues de la MDC, la MDC-T et la MDC-M. Le Parlement zimbabwéen adopte un amendement constitutionnel qui crée un poste de premier ministre. Ce poste revient à Morgan Tsvangirai, pour ce gouvernement d'union. Mais Robert Mugabe reste président et s'accroche au pouvoir. Il ne lâche que difficillement des ministères-clés à l'opposition, et ses concessions sont à double tranchant. Le parti de Tsvangirai obtient notamment deux portefeuilles importants, mais politiquement sensibles, celui de la santé, dans un pays où l'épidémie de choléra fait rage, et celui des finances, alors que l'économie est dans un état désastreux. La participation du MDC à ce gouvernement d'union nationale se révèle être un piège politique.
À la mort de Morgan Tsvangirai, Nelson Chamisa devient président par intérim du parti en mars 2018. Dans le même temps, Thokozani Khupe est désignée présidente du parti. Pour cette raison, Nelson Chamisa participe à l'élection présidentielle zimbabwéenne de 2018 sous la bannière Alliance du MDC, qu'il enregistre comme parti.
En mai 2019, Nelson Chamisa est élu président du parti Alliance du MDC.
En mars 2020, Thokozani Khupe est reconnue comme présidente légitime du MDC-T et obtient la destitution de députés pourtant élus sous la bannière MDC-A lors des élections parlementaires zimbabwéennes de 2018. Le 28 décembre 2020, Douglas Mwonzora devient président du parti, la présidente sortante Thokozani Khupe arrivant deuxième. Celle-ci dépose un recours à la Cour suprême mais elle est déboutée.

## Résultats électoraux

### Élections présidentielles
| Année | Candidat          | 1er tour  | 1er tour | 2d tour | 2d tour | Résultat |
| Année | Candidat          | Voix      | %        | Voix    | %       | Résultat |
| ----- | ----------------- | --------- | -------- | ------- | ------- | -------- |
| 2008  | Morgan Tsvangirai | 1 195 562 | 47,90    | 233 000 | 9,30    | Battu    |
| 2013  | Morgan Tsvangirai | 1 172 349 | 33,94    |         |         | Battu    |
| 2018  | Thokozani Khuphe  | 45 626    | 0,96     |         |         | Battue   |
| 2023  | Douglas Mwonzora  | 28 883    | 0,65     |         |         | Battu    |

### Assemblée nationale
| Élection | Chef              | Suffrages | %     | Sièges   | +/– | Rang | Position     |
| -------- | ----------------- | --------- | ----- | -------- | --- | ---- | ------------ |
| 2008     | Morgan Tsvangirai | 1 624 875 | 42,88 | 99 / 210 | 59  | 1er  | Gouvernement |
| 2013     | Morgan Tsvangirai | 1 015 513 | 29,92 | 70 / 270 | 29  | 2e   | Opposition   |
| 2018     | Thokozani Khuphe  | 143 396   | 3,03  | 1 / 270  | 69  | 3e   | Opposition   |

### Sénat
| Élection | Chef              | Suffrages | %     | Sièges  | +/– | Rang | Position     |
| -------- | ----------------- | --------- | ----- | ------- | --- | ---- | ------------ |
| 2008     | Morgan Tsvangirai | 1 055 514 | 43,56 | 24 / 93 | 17  | 1er  | Gouvernement |
| 2013     | Morgan Tsvangirai | 1 021 347 | 30,60 | 21 / 80 | 3   | 2e   | Opposition   |
| 2018     | Thokozani Khuphe  |           |       | 1 / 80  | 20  | 3e   | Opposition   |